# Josef Házr Písecký
Josef Házr (narozený jako Haser, křtěný Josef Václav, pseudonym Házr Písecký; 15. února 1869 Písek – 5. března 1947 Protivín) byl český pedagog, spisovatel, básník, povídkář a publicista.

## Život
Josef Házr se narodil v Písku v rodině obchodníka Jana Hasera a jeho ženy Josefíny rodem Ratajové. Po ukončení obecné školy pokračoval letech 1879–1886 studoval na reálce v Písku a dále pokračoval ve studiu na učitelském ústavu v Hradci Králové. V roce 1897 získal na učitelském ústavu v Praze vysvědčení učitelské způsobilosti pro měšťanské školy.
Jako učitel působil zprvu na obecné škole v Lašovicích, odtud byl přeložen do Čížové, posléze do Bavorova a v roce 1903 pak na měšťanskou školu do Protivína, kde se stal ředitelem měšťanské školy a byl zde též členem městské rady. V roce 1919 spolupracoval na zakládání nové měšťanské školy v Bavorově a poté od roku 1926 působil opět na měšťanské škole v Protivíně. V letech 1913–1920 byl starostou protivínského Sokola a v letech 1917–1920 byl starostou sokolské „Jeronýmovy župy“. Do penze odešel v roce 1928 a v počátkem března roku 1947 v Protivíně zemřel.
Největší část díla Josefa Házra tvořily povídky a humoresky. Náměty z všedního měšťanského života podávával s humorem a sentimentalitou. Často líčil trampoty zamilovaných mladých lidí. Často a hojně přispíval do regionálních periodik (např. Otavan, Písecké listy, Vodňanské listy Zlatá stezka aj.)

## Literární dílo
- 1935 Kašpar Matyáš ze Sudetu
- 1937 Rokoko a jiné verše
- 1938 Klidné chvíle

### Humoresky
- 1900 Několik humoresek
- 1906 Lidé dobří a bodří
- 1941 Po světlých stezkách

### Román
- 1931 Zátiší

### Vlastivědné práce
- 1923 Bavorovský slavín
- 1937 Po stopách českých bratří
  - Vodňanský slavín